# Бертрада де Монфор
Бертрада де Монфор (фр. Bertrade de Montfort; нар. бл. 1070 — пом. 1115 / 1116, Фонтевро) — донька Симона I, сеньйора де Монфор від другого шлюбу з Агнес, донькою Річарда, графа Евреського.

## Біографія
Після смерті батька, який помер в 1087 році, 17-річна Бертрада перебувала під опікою дядька (брата матері), Вільгельма, графа д'Евре, який видав її заміж за старого Фулька IV Ле Решена, графа Анжуйського, який розлучився зі своєю четвертою дружиною через кровне споріднення. Натомість Фульк пообіцяв свою допомогу герцогу Нормандії Роберту ІІІ проти повсталих дворян Менського графства. Шлюб було укладено 1089 року після придушення повстання в Мені і Бертрада стала п'ятою дружиною Фулька, народивши одного сина, Фулько V, який пізніше змінив батька на троні.

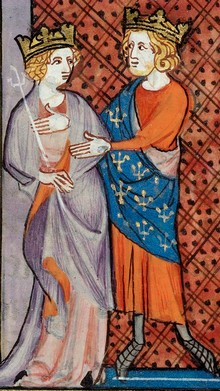
Бертрада і Філіп

У ніч на 15 травня 1092 року король Франції Філіпп I, спокушений красою Бертради, викрав її у чоловіка (мабуть, за її згоди) і незабаром офіційно одружився з нею, розлучившись зі своєю попередньою дружиною. Цей шлюб, здійснений в порушення церковних канонів, викликав обурення вищого духовенства. Різко проти шлюбу виступив єпископ Іво Шартрський, що спричинило його короткочасне взяття під варту. У 1094 році король Філіпп I скликав у Реймсі собор, щоб вигнати Іва з Шартра. 16 жовтня 1094 року папський легат Гуго де Ді в Отені, на іншому соборі, що проходив під його проводом, відлучив від церкви короля Філіпа I. Папа римський Урбан II, що встав на сторону Іво Шартрського, на Клермонському соборі в листопаді 1095 року підтвердив відлучення від церкви короля Філіппа I і королеви Бертради.

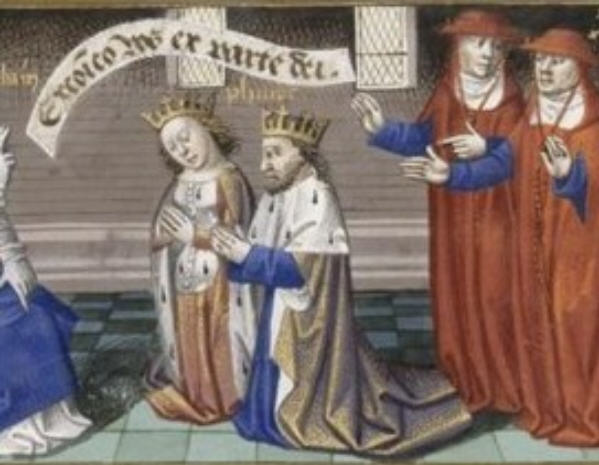
Філіпп I і Бертрада

1 травня 1095 року помер єпископ Парижа Жоффруа Булонський. Бажаючи припинити конфлікт короля і духовенства, паризькі священнослужителі обрали новим єпископом Гільома де Монфора, який, з одного боку, був братом королеви, а з іншого, — учнем Іво Шартрського. Урбан II, проте, погодився затвердити Гільома єпископом за умови, що Філіпп I залишить Бертраду. У 1096 році король Франції підкорився. Бертрада де Монфор була віддалена, відлучення знято. Однак король незабаром повернув Бертраду і продовжував жити з нею і тільки в 1104 році під натиском духовенства погодився розлучитися з нею. Незважаючи на це Бертрада продовжувала фігурувати в документах як королева до кінця його правління. Після смерті Філіппа I у 1108 році Бертрада безуспішно намагалася звести свого власного сина на французький трон, діючи проти Людовика VI, законного спадкоємця. Потім пішла в абатство Фонтевро, де і померла 14 лютого 1117 року.

## Шлюб і діти
1-й чоловік (з 1089 ; розлучення 15 травня 1092): Фульк IV Решен (1043 — 14 квітня 1109), граф Анжу . діти:
- Фулько V Молодий (1092 — 13 листопада 1144), граф Анжу (1109–1129), Мена (1110–1129), король Єрусалиму (з 1131)

2-й чоловік (з 1092, Париж ; розлучення в 1104): Філіпп I (23 травня 1052 — 29 липня 1108), король Франції, шлюб був визнаний незаконним, всі четверо дітей від нього вважалися також незаконними:
- Філіпп (1094–1123), граф Манта (з 1104); дружина (з 1104): Єлизавета де Монлері (пом. після 1108), доньки Гі Трусселя, сеньйора Монлері
- Флері (Флор) (бл. 1095 — після 1119), сеньйор де Нажі; дружина: N. де Нажі
  - Ізабо де Нажі (бл. 1118 -?); чоловік (з бл. 1136): Ансо де Веніс
- Есташ; чоловік: Жан, граф д'Етамп
- Сесілія (1097 — після 1145); 1-й чоловік: Танкред (пом. у 1112), князь Антіохії; 2-й чоловік: Понс Тулузький (1098–1137), граф Триполі